# Stanislav Filko

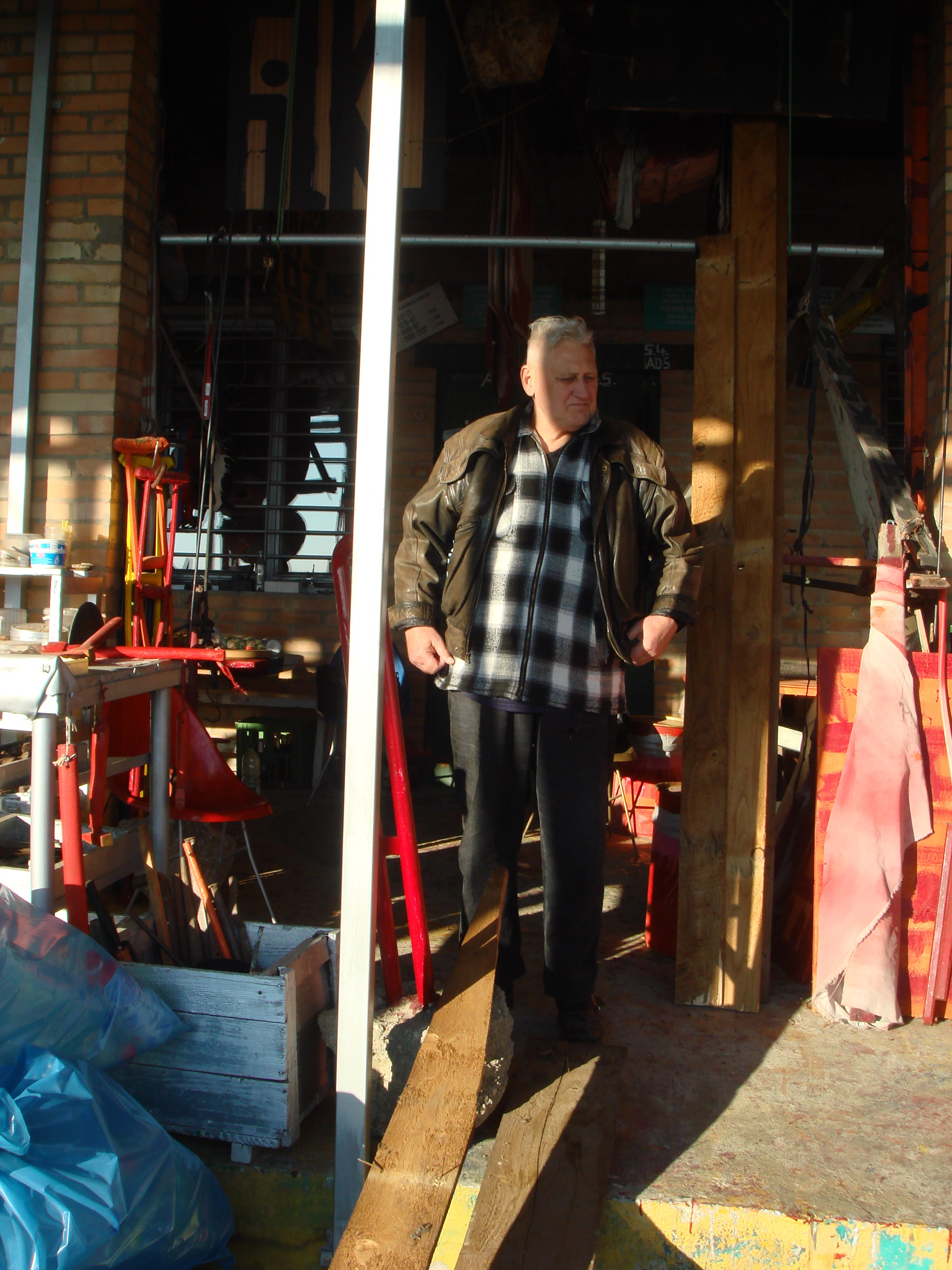
Stanislav Filko, 2007

Stanislav „Stano“ Filko (* 15. Juni 1937 in Veľká Hradná, Okres Trenčín, Tschechoslowakei; † 23. Oktober 2015 in Bratislava) war einer der wichtigsten Vertreter der slowakischen Konzeptkunst.

## Leben und Werk
Stanislav Filko, auch Stano Filko genannt, studierte von 1956 bis 1959 Malerei an der Hochschule für Bildende Künste Bratislava bei Dezider Milly und Peter Matejka. 1981 emigrierte Filko und lebte und arbeitete in Deutschland, Kanada und den Vereinigten Staaten. Er kehrte 1990 nach Bratislava zurück.
Mitte der 1960er Jahre begann Filko, Environments, Installationen, pneumatische Skulpturen und utopische Architektur zu entwerfen. Fluxus, Happenings und Aktionen im öffentlichen Raum gehören zudem zu seinem Gesamtwerk. 1965 erklärte er mit Zita Kostrova und Alex Mlynárčik im Manifest Happsoc (Happening und Society) vom 2. bis zum 8. Mai 1965 das Leben in Bratislava zum Kunstwerk.

## Ausstellungen (Auswahl)

### Einzelausstellungen (Auswahl)
- 1967: Filko. Externe Umgebung – Kommunikation/Externé prostredie – komunikácia. Galéria Cypriána Majerníka, Bratislava, Slowakei
- 1967: Filko–Grafik. Václav Špála Gallery, Prag, Tschechische Republik
- 1967: Stano Filko, Wohnung Gegenwart und Wirklichkeit/Obydlí současnosti a skutečnosti. Galerie na Karlově náměstí, Prag, Tschechische Republik
- 1969: Stanislav Filko, Environnement Universel 1966–1967 und Grafik. Galerie Ursula Wendtorf, Oldenburg-Düsseldorf
- 1974: Weißer Raum im weißen Raum / Biely priestor v bielom priestore / A White Space in a White Space / Espace blanc dans l'espace blanc. Stano Filko/Miloš Laky/Ján Zavarský, Dům umění, Brünn, Tschechische Republik
- 1978: Stanislav Filko, Emotion-1977. Galeria Labirynt, Lublin, Polen
- 1979: Transcendencja 1978. Stano Filko. Gdańska Galeria Fotografii, Danzig, Polen
- 1980: Stanisław Filko I. 1978. Transcendencja II. 1979. Mała Galeria PSP/ZPAF, Plac Zamkowy, Warschau, Polen
- 1985: Stano Filko: Białe przestrzenie/prace z lat 1973–1978. Galeria Wschodnia, Łódź, Polen
- 1986: Fylko, Special exhibit of recent work 1983–1985. MoMA PS1, New York, USA
- 1996: Galéria Tatrasoft, Bratislava, Slowakei
- 2000: Egoq, Východoslovenská galéria, Košice/Kaschau, Slowakei
- 2003: Stano Filko, Sonda egoq 1937–2037 Geminiy. Galéria Slovenská sporiteľna, Bratislava, Slowakei
- 2003: Fiylkontemplaciakcieq, sonda 1950–1969, sonda 1971–1984. Stredoslovenská galéria, Banská Bystrica, Slowakei
- 2005: Up 300000 km/s tranzit workshops. Bratislava, Slowakei
- 2008: Filkova archa a Oltáre súčasnosti. Städtische Galerie Bratislava, Bratislava, Slowakei
- 2012: Erupekcia/orgiazmus/orgazmus–yang–jin=slnkomesiac/in like–love/entita/exist/beingsf/hermafrodit každému podľa svojich možností a schopností/v/in/5.4.3.d/pre život singular truths všetkých ľudí na tejto zemeguli/tranzscendencie/v/in/existencii/len v 3.d. Amt_Projekt, Bratislava, Slovensko
- 2012: Stano Filko – Oklif Onats / Tranzscendenteaoq 5.D. (4.3.). Galéria Cypriána Majerníka, Bratislava, Slowakei
- 2012: Stano Filko–Oklif Onats/Tranzscendenteaoq 5.D. (4.3.). Slowakisches Institut, Prag, Tschechische Republik
- 2014: Postbingbang–Antibigbang. Fondazione Morra Grecco, Neapel, Italien
- 2014: Stano Filko (mit Jiří Kovanda): Erupekcia/Orgiamus/Orgazmus/Yang/Ying=Slnkomesiac/In Life/Love/Entita/Exist/Beingh SF/Hermafrodit..., Jeder Unter Seinen Optionen Und Fähigkeiten 5.4. 3.D.–Für Das Leben ... Museo d’Arte Contemporanea Donna Regina, Neapel, Italien
- 2014: Stano Filko/Miloš Laky/Ján Zavarský/White (Essence). Galerie Emanuel Layr, Wien, Österreich
- 2015: Filko/Fylko _ Phylko. Galeria Zachęta, Warschau, Polen
- 2015: Stano Filko (SK): 5.D. PLATO Ostrava, Ostrava, Tschechische Republik
- 2015: Stano Filko, Kiki Kogelnik. Lira Gallery, Rom, Italien
- 2015: Stano Filko (mit Janina Kraupe-Świderska), Kiedy ludzie krążą po mieście. Nationalmuseum in Krakau, Polen
- 2016: Stano Filkon Poesie über den Weltraum und Kosmos/Poézia o priestore a kozme. Slowakische Nationalgalerie, Bratislava, Slowakei
- 2016: Stano Filko im Žiline. Fragment der Ausstellung/Fragment výstavy. Neologe Synagoge, Žilina, Slowakei

### Gruppenausstellungen (Auswahl)
- 1959: Ausstellungen von Grafiken und Gemälden. Osvetový dom, Trenčín, Slowakei
- 1961: Grafische Ausstellung. Reduta, Bratislava, Slowakei
- 1964: S. Filko, L. Gajdoš, Alex Mlynárčik, I. Vychlopen, Foyer-Redaktionstagebuch Smena. Bratislava, Slowakei
- 1964: Výstava mladých. Moravská galerie, Dům pánů z Kunštátu, Brünn, Tschechische Republik
- 1965: 5 cecoslovacchi. Galeria Numero, Florenz, Rom, Mailand, Italien
- 1966: 5 cecoslovacchi. Galeria Nummero, Benátky/Venedig, Macerata, Italien
- 1966: Malarstwo. Rzeźba. Grafika Bratislawy. Pawilon Wyspiańskiego, Krakau, Polen
- 1966: Výstava mladých. AICA (anlässlich des Internationalen Kongresses AICA). Moravská galerie, Brünn, Tschechische Republik
- 1967: 13 ze Slovenska. Galerie Václava Špály, Prag, Tschechische Republik
- 1967: Tschechoslowakische Graphik. Sonninhalle des Kieler Schlosses, Kiel
- 1968: Cinétisme/Spectacle/Environnement. Maison de la culture de Grenoble, Frankreich
- 1968: Contemporary Prints of Czechoslovakia. National Gallery of Canada, Ottawa, Kanada
- 1968: Danuvius 1968. Dom umenia/Kunsthalle, Bratislava, Slowakei
- 1968: Izložba savremene čehoslovačke grafike. Museum für zeitgenössische Kunst in Belgrad, Belgrad, Serbien
- 1968: Nová citlivost I./Neue Sensibilität. Dům umění, Brünn, Tschechische Republik
- 1968: Nová citlivost I./Neue Sensibilität. Galerie umění Karlovy Vary, Karlsbad, Tschechische Republik
- 1968: Nová citlivost I./Neue Sensibilität. Mánes, Prag, Tschechische Republik
- 1968: Situácia. Výstavné siene SSVU. Dostojevského rad, Bratislava, Slowakei
- 1969: III. Rassegna Internazionale d´Arte Contemporanea. Acirea le Turistico Termale, Catania, Sicilia, Italien
- 1969: Ars Popularis. Bilder/Objekte/Grafik von 18 Künstler aus Belgien, Deutschland und der CSSR. Centrum Galerie im Siemers Hochhaus, Hamburg
- 1969: Arte Contemporanea in Cecoslovacchia. Galleria Nazionale d’Arte Moderna, Rom, Italien
- 1969: Sixiéme biennale de Paris 1969. Musée d’art moderne de la Ville de Paris, Paris, Frankreich
- 1969: Environnement lumino-cinětique. La Place de Chalet, Centre national d'art contemporain, Paris, Frankreich
- 1969: Pläne und Projekte als Kunst. Kunsthalle Bern, Aktionsraum München
- 1969: Vier Aspekte der Zeitgenössischen Kunst. Oldenburger Kunstverein, Oldenburg
- 1969: Súčasné tendencie v slovenskom maliarstve. Dom kultúry, Bratislava, Slowakei
- 1970: Art Concepts from Europe. Bonino Gallery, New York, USA; Buenos Aires, Argentinien
- 1970: Contemporary Trends (Le dynamisme du présent). EXPO Museum of Fine Arts, Osaka, Japan
- 1970: Graveurs tchécoslovaques contemporains. Cabinet des Estampes/Cabinet d´Arts graphiques, Musée d’art et d’histoire, Schweiz
- 1970: Happening & Fluxus, Materialien. Kölnischer Kunstverein, Köln
- 1970: International Festival of Contemporary Art. Yokohama Museum of Art, Yokohama, Japan
- 1970: Polymusische Raum I., II., III. Piešťany, Slowakei
- 1970: Slovenské výtvarné umenie 1965–1970. Valdštejnská jízdárna, Palác Kinských, Mánes, Prag, Tschechische Republik
- 1971: Arte de Sistemas. Museo de Arte Moderno de Buenos Aires, Buenos Aires, Argentinien
- 1971: Junge Tschechoslowakische Künstler. Informationszentrale für Ereignisse, Bielefeld
- 1971: Súčasná slovenská grafika 1971. Oblastná galéria, Banská Bystrica, Slowakei
- 1974: Tschechische Künstler. Galerie Wendtorf-Swetec, Düsseldorf
- 1975: 9. Biennale de Paris. Manifestation internationale des jeunes artistes. Musée d'Art Moderne / Musée Galliera, Paris, Frankreich
- 1979: Correspondence Art. Ai Gallery, Tokio, Japan
- 1980: Kontakt–Od kontemplacji do agitacji. Foto-Medium-Art, Breslau, Polen
- 1980: Plener Pytań. Słupsk, Polen
- 1982: Bilder Aus der Slowakei 1965–1980. Galerie PRAgXIS, Essen-Kettwig
- 1982: documenta 7. Kassel
- 1984: Mysterious Figurative. Annual Exhibition, Staten Island Museum, New York, USA
- 1984: Four Painters. Jack Tilton Gallery (57th Street), New York, USA
- 1984: Paintings. Esta Robinson Gallery, New York, USA
- 1985: Eastern Europeans in New York. La Galerie en El Bohio, New York, USA
- 1986: Off the Wall. Kamikadze Gallery, New York, USA
- 1986: Undercurrents in the Visual Arts. Wiesner Gallery, New York, USA
- 1987: Working in Brooklyn: Painting. Brooklyn Museum, New York, USA
- 1991: Sen o múzeu?. Považská galéria umenia, Žilina, Slowakei
- 1992: Zwischen Objekt und Installation, Slowakische Kunst der Gegenwart. Museum Ostwall, Dortmund
- 1992: Arte Contemporanea ceca e slovacca 1950–1992. Palazzo del Brolletto, Novarra, Italien
- 1994: Enter for Computer. Kunst Haus Wien, Wien, Österreich
- 1994: Torso/Slovak Photographie. Design Works, Durham, New Castle, Irland
- 1995: Šesťdesiate roky v slovenskom výtvarnom umení. Slowakische Nationalgalerie, Bratislava, Slowakei
- 1996: Sculpture in Time/Skulptur in der Zeit. Skulpturenzentrum in Polen, Orońsko, Polen
- 1999: Akce Slovo Pohyb Prostor. Experimenty v umění šedesátých let/Experimente in den sechziger Jahren. Nationalgalerie Prag, Prag, Tschechische Republik
- 1999: Aspekte/Positionen. 50 Jahre Kunst aus Mitteleuropa 1949–1999. Museum Moderner Kunst Stiftung Ludwig Wien, Österreich
- 1999: Stiftung Ludwig Wien, Palais Liechtenstein, 20er haus, Wien, Österreich
- 1999: Global Conceptualism – Points of Origin, 1950s-1980s. qma – Queens Museum of Art, New York, USA
- 1999: Slovak Art For Free. Biennale di Venezia, Venedig, Italien
- 2000: Aspect / Positions. 50 Years of Art in Central Europe 1949–1999. Ludwig Museum, Budapest, Ungarn
- 2000: Aspect / Positions. 50 Years of Art in Central Europe 1949–1999. John Hansard Gallery, City Gallery Southampton, Southampton, Großbritannien
- 2000: Samizdat. Alternative Kultur in Zentral- und Osteuropa, die 60er bis 80er Jahre. Akademie der Künste, Berlin
- 2000: Global Conceptualism – Points of Origin, 1950s-1980s. MIT/List Visual Art Center, Cambridge, USA
- 2001: Umenie akcie 1965–1980. SNG (Slowakische Nationalgalerie), Bratislava, Slowakei
- 2001: Slowakische Träume. Museum moderner Kunst, Passau
- 2003: Fiylkontemplaciakcieq, sonda 1950–1969, sonda 1971–1984. Staatsgalerie, jetzt: Mittelslowakische Galerie, Banská Bystrica, Slowakei
- 2004: Collected views from east to west. Generali Foundation, Wien, Österreich
- 2005: Model of the World/Quadrophony. 51. Biennale di Venezia, Pavillon der Tschechischen Republik und der Slowakei, Venedig, Italien
- 2006: Living art on the edge of Europe. Kröller-Müller Museum, Otterlo, Niederlande
- 2006: Kontakt... aus der Sammlung der Erste Bank-Gruppe. Museum Moderner Kunst Stiftung Ludwig Wien, Wien, Österreich
- 2006: I(Ich). Wiener Secessionsgebäude, Wien, Österreich
- 2007: Arta Slovaca 1960–2000. National Museum of Contemporary Art (Romania), Bukarest, Rumänien
- 2007: Prague Biennale 3. Prag, Tschechische Republik
- 2007: Tranzit. Kunstverein Frankfurt, Frankfurt
- 2008: Between Concept and Action. Galleria Sonia Rosso, Turin, Italien
- 2008–1960: Súčasnosť/Slovenské umění + čeští hosté. Dům U Zlatého prstenu, Praha, Tschechische Republik
- 2010: Porträt einer Sammlung. Kunstsammlung Chemnitz, Chemnitz
- 2010: Les Promesses du passé. Musée National d’Art Moderne, Paris, Frankreich
- 2010: Star city–The Future under Communism. Nottingham Contemporary, Großbritannien
- 2011: The present and presence. Slowenisches Museum für Moderne Kunst, Slowenien
- 2011: Eyes looking for the head to inhabit. Muzeum Sztuki w Łodzi, Łodzi, Polen
- 2011: A terrible beauty is born. 11. Biennale d’art contemporain de Lyon, Lyon, Frankreich
- 2011: Ostalgia. New Museum of Contemporary Art, New York, USA
- 2011: … sein Dasein verlässt und seine Gestalt der Erinnerung. East by south west, Wien, Österreich
- 2011: Űbergib t. Galerie Emanuel Layr, Wien, Österreich (kuratiert von Severin Dünser, Christian Kobald)
- 2011: Museo de las narrativas paralelas. En el marco de la International. Museu d’Art Contemporani de Barcelona, Barcelona, Spanien
- 2012: With immediate effect: artistic interventions in the everyday. Kunsthalle Wien project space Karlsplatz, Wien, Österreich
- 2015: Conceptual art and Communism 1965–1989. Gallery BBLA, New York, USA
- 2018–2019: Sonda 1. Galerie hlavního města Prahy, Prag, Tschechische Republik
- 2018: Who was 1968?. Lentos Kunstmuseum, Linz, Linz, Österreich
- 2019: The Story Of (Post)Conceptual Art In Slovakia. Ludwig Museum, Budapest, Ungarn
- 2019: Zero Gravity – Apollo 11 and the new notion of space. ERES-Stiftung, München